# Колорадо (река, впадает в Мексиканский залив)
Колорадо (англ. Colorado River) — река в Северной Америке. Колорадо является восемнадцатой по длине рекой в США.

## Географические сведения

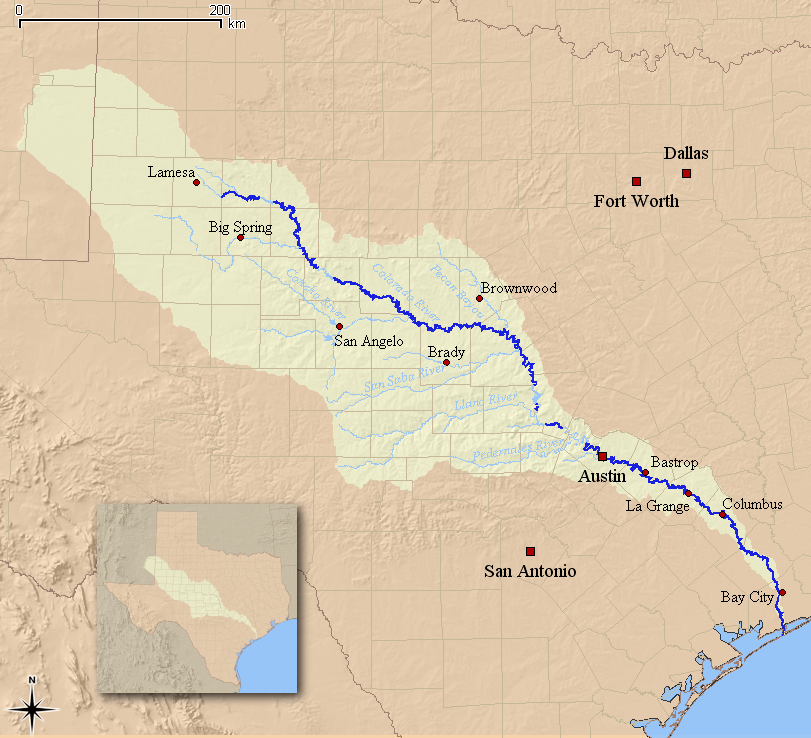

Колорадо берёт начало к югу от Лаббока, штат Техас, на плато Льяно-Эстакадо. Река течёт в юго-восточном направлении через несколько водохранилищ, включая озеро Бьюкенен, озеро Линдона Джонсона, и озеро Тревис. За озером Бьюкенен в неё впадает река Ллано, а у озера Тревис — другой приток, река Педерналес. Река Колорадо впадает в Мексиканский залив. Средний расход воды около 81 м³/с.

## История
Слово «Колорадо» (colorado, от color — цвет) в переводе с испанского означает цветной. По сложившемуся мнению ранние испанские путешественники при разметке карты ошибочно спутали эту реку с более северной рекой — Бразос, пойма которой действительно покрыта бурыми илистыми наносами.
Верховья Колорадо с начала 1700-х годов до поздних 1800-х контролировались племенами команчей. В 1757 году Испанский Техас предпринял попытку разместить католическую миссию на берегу реки Сан-Саба, в месте слияния её с Колорадо. Это было истолковано команчами как вторжение на их территорию и в 1758 году беззащитная миссия была уничтожена двухтысячным отрядом команчей и их союзников. Ещё почти столетие никто на этих землях не мог бросить вызов команчам.

## Использование реки
Река является важным источником воды для орошения, питьевой воды для городов и производства электроэнергии. Основные рукотворные озёра-водохранилища — это озёра Бьюкенен, Инкс, Линдона Джонсона, Марбл-Фоллс, Тревис, Остин и озеро Леди-Бёрд в Остине. Все вместе они известны как Горные озёра. Помимо работы на гидроэлектростанциях на каждом из основных озёр, воды Колорадо используются для охлаждения в Южно-техасской АЭС, возле Бей-Сити. Муниципальный район водопользования реки Колорадо владеет и эксплуатирует три водохранилища располагающихся выше по течению по отношению к Горным озёрам. Это озеро Томас возле Снайдера и водохранилища Спенс возле Роберт-Ли и Айви возле города Баллинджер.
Надзор за регулировкой паводкового стока и водопользования осуществляют две структуры учреждённые техасской легислатурой — Администрация Верхнего Колорадо и Администрация Нижнего Колорадо. Всего на реке насчитывается 11 основных водохранилищ.